# Tephrina crypsispila
Tephrina crypsispila là một loài bướm đêm trong họ Geometridae.